# Главоболие
Главоболието е обединяващо понятие за различни болки и болезнени усещания в областта на главата. То винаги е признак или резултат на някаква болест или реакция на организма към дадени условия на живот. Трудно е да се диагностицират причините на главоболието, за което е необходимо всеки болен да проследи общото състояние на организма си, периодичността на болките, областта, в която се явяват, времето на явяване и обстановката, при която болките са най-силни.
По-голямата част от болките в главата се дължат на схващане и напрежение във врата, лицевите мускули, дължащи се на стрес или неправилна стойка. Все пак главоболието е и следствие на глад, злоупотреба с алкохол или наркотици, отказване от кафето или въобще всякаква рязка промяна в начина на живот, прекалено дълъг сън, непроветрено помещение, шум, различни видове алергии, синузит, ниска кръвна захар, високо кръвно налягане. Често главоболието е свързано и с напрежение в дъвкателните мускули или смущения в темпоромандибуларната става.
Упоритото главоболие, за което няма видна причина, или главоболие, което събужда хората нощем или идва и отминава с внезапни пристъпи, говорят за по-сериозни симптоми, което изисква медицинско лечение.

## Класификация
Главоболието е класифицирано най-пълно от Международната класификация за главоболие (МКГ) на Международното дружество за главоболие. Тази класификация е възприета и от СЗО.

### Първично главоболие
МКГ определя като основни типове първично главоболие: мигрената, тензионното главоболие, клъстърно главоболие, автономните тригеминални цефалгии. Според същата класификация към първичното главоболие се причисляват и някои по-рядко срещани типове като главоболие породено от кашлица, напрежение и сексуално главоболие (коитусова цефалгия).

### Вторично главоболие
Вторичното главоболие за класифицира въз основа на своята етиология, а не на проявените симптоми. Според МКГ основните типове вторично главоболие са причинени от травма във врата или главата като: „камшичен удар“, вътречерепен хематом, посткраниотомия или други наранявания на главата и врата.
Като вторично главоболие се класифицира и такова причинено от смущение в черепните и шийните съдове като исхимичен инсулт и преходна исхемична атака, нетравматична вътречерепна хеморагия, съдова малформация или артериит.
Други типове вторично главоболие са вътречерепни смущения с несъдов произход като: високо или ниско налягане на гръбначно-мозъчната течност (ликвор), асептично възпаление, туморно образувание, епилептичен пристъп или друг тип заболяване, което е вътре черепно, но не е свързано със съдовата система на централната нервна система.
Според МКГ главоболие причинено от поемането на някаква субстанция, както и от продуктите на нейното метаболизиране се отнасят към тази група. Този тип главоболие може да бъде и причиненото от предозирането на даден медикамент.
Тази система за класификация отнася към вторичното главоболие всички типове възникнали вследствие на отклонение от хемеостазата и заболяванията възникнали като следствие. Това означава, че главоболие причинено от диализа, високо кръвно налягане, хипотироидизъм и дори спазване на диета се отнасят към групата на вторичните.
Вторична главоболие е и това свързано с нараняване на някои от лицевите структури като зъби, челюст, очи и т.н. Главоболие породено от психични разстройства като соматизация или психоза.

### Невралгии
МКГ класификацията поставя черепната невралгия и други видове невралгия в отделна категория. Съществуват 19 типа невралгии и главоболие причинени от централен източник на лицева болка.

### Други
Други видове главоболие не отнесени в предходните категории.

## Епидемиология
В течение на една календарна година 90% от хората страдат от главоболие. От тези потърсили медицинска помощ при около 1% се установява наличието на сериозно първично заболяване.
Първичното главоболие съставлява повече от 90% от оплакванията от главоболие, а от тези най-често срещаното е епизодочното тензионно клавоболие.
Установено е със сигурност, че жените са около три пъти по-често склонни от мъжете да изпитват мигрена. Също така изглежда, че този конкретен вид главоболие варира в зависимост от конкретното място по света, където потърпевшият живее. Все пак, мигрените засягат между 12% до 18% от популацията.
Смята се, че клъстърното главоболие засяга по-малко от 0,5% от популацията, макар че тяхното разпространение е трудно за установяване, защото често се бъркат и се приемат като проблеми със синусите. Въпреки това по наличните данни се забелязва значително преобладаващ брой мъже с клъстерно главоболие над жените с приблизително отношение пет до осем пъти към 1.

## Патофизиология
Човешкият мозък сам по себе си не е чувствителен към болка, защото в него липсват рецептори за болка (ноцицептори). Някои области от врата и главата, все пак, са снабдени с ноцицептори и могат да създават чувство за болка. Такива области са екстракраниалните артерии, големите вени, черепните и гръбначно-мозъчните нерви, главовите и шийните мускули и менингите.
Главоболието често е резултат от въздействието на или върху менингите и кръвоносните съдове. Ноцицепторите могат да бъдат стимулирани и от други фактори освен травма на главата или тумори; и пак да причинят изпитването на главоболие. Такива фактори могат да са стрес, разширени кръвоносни съдове или мускулно разтежение. След като е стимулиран ноцицептора изпраща аферентен сигнал по нервното влакно към мозъка, сигнализирайки, че част от тялото (в случая главата) боли.
Нивата на ендорфини в човешкото тяло оказват съществено влияние върху начина и силата на възприемана на болка в частност главоболие. Така хора страдащи от хронично главоболие или остро главоболие имат по-ниски нива на ендорфини, от тези нестрадащи от главоболие.
Първичното главоболие е по-трудно за обяснение и разбиране от вторичното. Въпреки че, патофизиологията на мигрената, тензионното и клъстърното главоболие не е добре изяснена, все още, съществуват различни теории за това какво точно се случва в главата на страдащия от главоболие. Една от най-старите теории, развита в средата на миналия век е васкуларната. Според нея вътречерепната вазоконстрикция (свиване на кръвоносните съдове) е отговорна за аурата при мигрена. Главоболието е резултат от последващото обратно разширение (вазодилатация) на кръвоносните съдове, при което се активират периваскуларните ноцирецептори.
Повечето специалисти приемат невроваскуларния подход към първичното главоболие. Според тази нова теория мигрената се задейства от сложна серия от нервни и съдови събития. Различни изследвания заключават, че индивиди страдащи от мигрени, но не и от главоболие, са в състояние на нервна хипервъзбудимост на мозъчната кора, особено в тилната област на кората. Хора, които са по-податливи на мигрени без главоболие са тези, които имат фамилна обремененост; жени; жени с хормонални проблеми; приемащи хормонални противозачатачни; или са на заместваща хормонална терапия при менопауза.

## Лечение и профилактика
При лечението на остро главоболие се използва преди всичко неопиоиден аналгетик (например ибупрофен). При продължителна употреба (злоупотреба) на комбинирани аналгетици възниква опасността от медикаментозно индуцирана хронична болка.